# Киберпанк: Бегущие по краю
«Киберпанк: Бегущие по краю» (яп. サイバーパンク エッジランナーズ Сайба:панку Эддзиранна:дзу, англ. Cyberpunk: Edgerunners) — польско-японский ONA-сериал в жанре киберпанк, основанный на видеоигре Cyberpunk 2077, разработанной CD Projekt Red. Сериал был разработан компанией Studio Trigger совместно с CD Projekt, премьера состоялась на Netflix 13 сентября 2022 года. Аниме является приквелом к игре, его действия происходят примерно за год до её событий.
Сериал получил крайне положительные оценки со стороны зрителей за персонажей, анимацию и расширение основного мира Cyberpunk. В 2025 году было объявлено о производстве второго сезона.

## Синопсис

### Место действия
Действия аниме-сериала происходят в будущем, в вольном мегаполисе Найт-Сити, расположенном на западе Северной Америки. Город страдает от повсеместной коррупции, многие люди одержимы высокими технологиями и разного рода кибернетическими имплантатами. Помимо этого, в нём также большие проблемы с преступностью, дискриминацией по разным признакам и безопасностью населения.
Сюжет как мультсериала, так и игры тесно связан с корпорациями мирового масштаба, которые сражаются за влияние в городе. В центре внимания находятся такие организации, как «Арасака» и «Милитех».

### Сюжет
Главный герой, Дэвид Мартинес, рядовой учащийся в элитной академии корпорации «Арасака» жил чужой мечтой. Его мать Глория еле сводит концы с концами, но пытается сделать всё возможное, чтобы обустроить будущее своего сына в организации, но сам он не горит таким желанием. Его чуть не отчисляют из-за пиратской лицензии, которая привела к поломке дорогостоящей техники. Попав в уличную перестрелку и автоаварию, женщина в тяжёлом состоянии попадает в муниципальную больницу из-за того, что сотрудники частной медицинской организации «Траума тим» отказали в помощи на месте из-за просроченной страховки. В больнице проводят операцию и говорят о том, что состояние Глории стабильно, но затем вскрылось, что эта информация была ложна. Его отношения с однокурсниками ухудшаются из-за классовой дискриминации, приводят к тому, что его при помощи дорогих боевых имплантов избивает один из них. Погруженный в долги, герой ищет в своём доме вещи на продажу в уплату лечения матери, где случайно обнаруживает нелегальный боевой имплант. Мать умирает спустя несколько дней. Дэвид в порыве гнева решается поставить себе тот самый имплант, а затем мстит однокурснику, избив прямо во время учебного процесса. Этот парень оказывается сыном влиятельного сотрудника «Арасаки». Нападение прощают в связи с заинтересованностью в использовании парня для работы на корпорпацию, но героя всё равно исключают из академии.
Однажды в поезде метро он ловит неизвестную девушку за воровством кредитных чипов, они знакомятся и договариваются работать вместе. Девушку зовут Люси. Дэвид крайне часто использует свой имплант, не используя иммуннодепрессанты, из-за этого теряет сознание. Он попадает в частную клинику риппера, где доктор объясняет ему всю ситуацию с лекарствами, после чего Люси приглашает его к себе домой. Там они знакомятся ближе. Однако девушка всё равно сдаёт Дэвида преступной команде наёмников, в которой состоит сама. Вскрывается, что тот имплант, который себе поставил Мартинес, принадлежит им. Главный герой присоединяется к группе, желая заработать больше денег и отработать цену модификации.

## Актёры и персонажи
| Персонаж               | Сэйю            | Английский дубляж  |
| ---------------------- | --------------- | ------------------ |
| Дэвид Мартинес         | Кэнн            | Зак Агилар         |
| Люсина «Люси» Кусинада | Аой Юки         | Эми Ло             |
| Ребекка                | Томоё Куросава  | Алекс Казарес      |
| Мейн                   | Хироки Тоти     | Уильям К. Стивенс  |
| Дорио                  | Митико Кайдэн   | Мари Уэстбрук      |
| Пилар                  | Ватару Такаги   | Иэн Джеймс Корлетт |
| Киви                   | Такако Хонда    | Стефани Вонг       |
| Фалько                 | Ясуюки Касэ     | Мэттью Мерсер      |
| Фарадей                | Кадзухико Иноуэ | Джанкарло Эспозито |
| Риппердок              | Кэндзиро Цуда   | Борге Этьен        |
| Глория Мартинес        | Юрика Хино      | Глория Гараюа      |
| Адам Смэшер            | Юкихиро Мисоно  | Алек Ньюман        |

## Производство и премьера
Проект был анонсирован 25 июня 2020 года во время прямой трансляции «Night City Wire». Сериал разработан компанией CD Projekt и анимирован студией Studio Trigger. Хироюки Имаиси стал режиссёром сериала, Масахико Оцука и Ёсики Уса — сценаристами, Ё Ёсинари — дизайнером персонажей и режиссёром анимации, Юто Канэко и Юсукэ Ёсигаки — ассистентами дизайнеров персонажей, Хироюки Канэко — ассистентом режиссёра, Хироми Вакабаяси — художественным руководителем, а Акира Ямаока — композитором. Премьера сериала состоялась 13 сентября 2022 года на Netflix. Заглавной темой стала песня группы Franz Ferdinand «This Fire», а конечной — «Let You Down» Давида Подсядло. Также эджраннеры слушают песни, играющие на внутриигровых радиостанциях. В сериале также часто звучит песня Розы Уолтон «I Really Want to Stay at Your House».
В 2024 году разработчики Cyberpunk 2077 сказали, что студия Trigger хотела, чтобы Дэвид и его команда победили в конце. Но CD Projekt напомнила главное правило — выиграть нельзя. Возможно добиться неплохого конца для истории, но весь окружающий мир одолеть нереально. С самого начала компания дала понять игрокам и зрителям, что основной антагонист — это Найт-Сити, победить которого у героев не получится.

## Список серий
| № | Название                                 | Режиссёр         | Автор сценария                                                                                   | Дата премьеры    |
| --- | ---------------------------------------- | ---------------- | ------------------------------------------------------------------------------------------------ | ---------------- |
| 1 | «Подвёл тебя» «Let You Down»             | Ёсиюки Канэко    | Сюжет : Бартош Штыбор, Ян Барткович и Лукаш Людковский Телесценарий : Ёсики Уса                  | 13 сентября 2022 |
| 2076 год. Дэвид Мартинес по завету своей матери Глории посещает престижную академию «Арасака», несмотря на тяжёлое финансовое положение семьи. Чтобы продолжать обучение, Дэвид незаконно модифицирует свои киберимплантаты, таким образом не оплачивая требуемые обновления. Тем не менее, модификации вызывают сбой в школьной системе, и Глория соглашается возместить ущерб. По дороге домой Дэвид ссорится с матерью, а позднее они попадают в эпицентр уличной перестрелки, в которой Глория получает серьёзные травмы. Дэвид решает расплачиваться за лечение Глории её сбережениями и узнаёт, что она украла военный имплантат «Сандевистан». Дэвида избивает его одноклассник Кацуо, а позднее он узнаёт, что состояние Глории ухудшилось, и она умерла в больнице. Будучи подавленным и таящим обиду на Кацуо за оскорбление Глории, Дэвид отправляется к местному риппердоку, у которого приобретает запрещённые предметы, и просит установить ему «Сандевистан». |                                          |                  |                                                                                                  |                  |
| 2 | «Как мальчишка» «Like A Boy»             | Юити Симодайра   | Сюжет : Бартош Штыбор, Ян Барткович и Лукаш Лудковский Телесценарий : Ёсики Уса и Масахико Оцука | 13 сентября 2022 |
| Док устанавливает Дэвиду «Сандевистан», который наделяет его сверхчеловеческой силой, скоростью и рефлексами. Дэвид возвращается в школу и с помощью своих новых способностей мстит Кацуо посреди учебного дня, вследствие чего его исключают из академии. Отец Кацуо Танака, представитель корпорации «Арасака», обращает внимание на то, что Дэвид использует «Сандевистан», не испытывая побочных эффектов, благодаря чему видит в нём ценного подопытного для последнего проекта компании. Тем временем Дэвид бродит по городу и встречает молодую девушку-нетраннера по имени Люси, которая соглашается с ним сотрудничать. Ночью они обкрадывают пассажиров в метро, а позднее Дэвид теряет сознание из-за чрезмерного пользования «Сандевистаном». Люси приводит Дэвида к Доку, который советует ему принимать иммунодепрессанты и не использовать «Сандевистан» более двух—трёх раз в день, когда замечает у Дэвида выносливость по отношению к нему. Люси приглашает Дэвида к себе в квартиру и рассказывает о своей мечте переехать на Луну. Она показывает Дэвиду виртуальную проекцию поверхности Луны, но это оказывается засадой, и Дэвида ловит банда эджраннеров. |                                          |                  |                                                                                                  |                  |
| 3 | «Ловкач» «Smooth Criminal»               | Май Овада        | Сюжет : Бартош Штыбор, Ян Барткович и Лукаш Лудковский Телесценарий : Ёсики Уса и Масахико Оцука | 13 сентября 2022 |
| Дэвида берёт в заложники банда, возглавляемая мужчиной по имени Мейн, который рассказывает о том, что Глория продала ему «Сандевистан» за день до своей смерти, и что он — её знакомый. Дэвид сообщает, что он — сын Глории, демонстрирует свою совместимость с «Сандевистаном» и просит Мейна позволить работать на него. Мейн заинтригован и решает в память о Глории дать Дэвиду шанс проявить себя. Дэвид, потерявший веру в Люси, возвращается домой. На следующий день Дэвид встречается с бандой, и Мейн знакомит его с другими её членами: Киви, Дорио и Пиларом. Затем Дэвид принимает участие в краже навигационных данных у Максима, водителя «Арасаки». Ввиду непредвиденных обстоятельств план меняется, и Дэвиду и Люси приходится похитить вместо данных лимузин Максима. Мейн спасает их от нанятых Максимом гангстеров и принимает Дэвида в банду, будучи впечатлённым качеством его работы. Дэвид также встречает фиксера Мейна, Фарадея, который дал им работу по похищению навигационных данных Максима, чтобы он смог отслеживать передвижения Танаки. Затем Дэвид получает сообщение из академии с просьбой вернуться, но он наотрез отказывается. |                                          |                  |                                                                                                  |                  |
| 4 | «Везунчик» «Lucky You»                   | Акира Фурукава   | Сюжет : Бартош Штыбор Телесценарий : Ёсики Уса и Масахико Оцука                                  | 13 сентября 2022 |
| Будучи новым членом банды, Дэвид получает наставления и советы от других её членов, выполняет поручения для Пилара и его сестры Ребекки, получает уроки вождения от Мейна и устраивает ночные пробежки с Люси. Он также участвует в нескольких делах с бандой, таких как убийство банды мусорщиков, спасение Ребекки из заложников и сотрудничество с Люси в её мелком мошенничестве. Он узнаёт, что Люси — талантливый нетраннер, но своё прошлое она скрывает. Дэвид признаётся Мейну, что не испытывает симпатию к Люси, но убеждён, что она чувствует обратное и ему трудно определиться, когда ей стоит доверять. Вскоре Дэвид начинает чувствовать себя в банде как дома. Тем не менее, по дороге из бара домой Пилар начинает унижать бездомного, который мочится на улице. Выясняется, что бездомный страдает киберпсихозом, и он убивает Пилара скрытой пушкой. Когда киберпсих собирается убить Люси, Дэвид использует «Сандевистан», чтобы убить его раньше. Дэвид отводит Люси домой, где она признаётся, что на самом деле мечтает улететь на Луну. Дэвид обещает Люси исполнить её мечту, и они целуются. |                                          |                  |                                                                                                  |                  |
| 5 | «В центре внимания» «All Eyez On Me»     | Кодай Накано     | Сюжет : Бартош Штыбор Телесценарий : Ёсики Уса и Масахико Оцука                                  | 13 сентября 2022 |
| Банда пытается узнать больше о Танаке, и Киви упоминает, что он иногда развлекается с помощью незаконных брейндансев, которые создаёт «Джей-Кей». Дэвид узнаёт в инициалах имя Джимми Куросаки, знаменитого режиссёра брейндансе, настраивающего свои работы под интересы клиентов. Решив устроить засаду для Танаки, банда похищает Джей-Кея, но он их перехитряет, берёт в заложники Дэвида и скрывается, после чего его преследуют Люси и Дорио. Джей-Кей заставляет Дэвида смотреть травмирующие брейндансы, чтобы вызвать у него киберпсихоз, но Люси и Дорио спасают Дэвида и берут Джей-Кея в плен. Не имея другого выбора, Джей-Кей соглашается стать приманкой для Танаки, но после этого предупреждает Дэвида, что «Сандевистан» превратит его в киберпсиха. Танака прибывает и оказывается взят в заложники, а Джей-Кей погибает в перестрелке. Когда прибывает «Траума тим», банда вынуждена скрыться вместе с Танакой, а Дэвида приводят в заблуждение слова Джей-Кея. |                                          |                  |                                                                                                  |                  |
| 6 | «Яркое пламя» «Girl on Fire»             | Ёсиюки Канэко    | Сюжет : Бартош Штыбор, Ян Барткович и Лукаш Лудковский Телесценарий : Ёсики Уса и Масахико Оцука | 13 сентября 2022 |
| Мейн начинает проявлять признаки киберпсихоза, а именно испытывать сложности с управлением имплантатами, периодические потемнения в глазах, галлюцинации и перепады настроения. Вследствие этого он теряет самообладание и нападает на Киви, когда она пытается войти в систему Танаки. Люси соглашается заменить Киви, но при условии, что Мейн не будет присутствовать, а Дэвид будет её сопровождать. Когда Люси проникает в разум Танаки, тот приходит в себя и просит Дэвида отпустить его, признаваясь, что именно он ответственен за отмену его исключения из академии, и уверяя, что у Дэвида ещё есть там будущее, а эджраннеры убьют его, когда он станет не нужен. Дэвид колеблется от этих слов настолько долго, что нервный имплантат Танаки даёт сбой, из-за чего Люси оказывается под угрозой смерти. Дорио безопасно отключает Люси от системы, но их глушитель был выключен, и «Траума тим» получил информацию о жизненных показателях Танаки и отправился на место происшествия вместе с полицией. Мейн отправляет Дэвида и Люси на транспорт для отхода, в то время как они с Дорио в качестве отвлекающего манёвра забирают с собой Танаку. В ходе битвы Мейн начинает поддаваться киберпсихозу, что приводит к смерти Дорио, когда та пытается его защитить. Дэвид пытается спасти Мейна, но не может ничего сделать и наблюдает за тем, как Мейн взрывает себя вместе с останками Дорио. Дэвиду остаётся только бежать с руками Мейна. |                                          |                  |                                                                                                  |                  |
| 7 | «Сильнее» «Stronger»                     | Томоюки Мунэхиро | Сюжет : Бартош Штыбор, Ян Барткович и Лукаш Лудковский Телесценарий : Масахико Оцука             | 13 сентября 2022 |
| Спустя несколько месяцев после неудачного похищения Танаки Дэвид становится новым лидером группы эджраннеров и устанавливает себе больше новых имплантатов, в том числе ручные протезы Мейна, и становится довольно известным эджраннером. Тем не менее, ему никак не удаётся убедить Люси вернуться в команду. После успешного спасения VIP-клиента от банды «Мальстрём» по заказу Вакако Фарадей предлагает Дэвиду поработать на «Милитех» против «Арасаки», чтобы проверить, сможет ли тот завершить дело Мейна по восстановлению данных, которые скрывал Танака. Фарадей также просит Дэвида вновь попытаться убедить Люси вернуться. По возвращении домой Дэвид просит Люси рассказать о её прошлом. Она рассказывает о том, что была частью специальной команды нетраннеров, воспитанных и натренированных «Арасакой» для проникновения в Старую сеть с целью восстановления утерянных данных. Из-за опасности работы нетраннеры восстали против искусственного интеллекта и компьютерных вирусов, убивших большую часть команды. В конечном итоге Люси удалось сбежать из «Арасаки», после чего она оказалась в Найт-Сити. Также она отмечает, что раньше волновалась лишь о себе, а теперь в большей степени беспокоится о здоровье Дэвида. Позднее Люси убивает агента «Арасаки», ведущего расследование об исчезнувшем подопытном, данные о котором были стёрты из воспоминаний Танаки.                                                            |                                          |                  |                                                                                                  |                  |
| 8 | «Останься» «Stay»                        | Юити Симодайра   | Сюжет : Бартош Штыбор, Ян Барткович и Лукаш Лудковский Телесценарий : Масахико Оцука             | 13 сентября 2022 |
| Дэвид принимает заказ Фарадея и убивает директора лаборатории «Арасаки», проявляя в процессе признаки киберпсихоза. Тем временем служба контрразведки «Арасаки» ведёт расследование ряда смертей сотрудников корпорации. Считая, что в этом замешан «Милитех», они предпринимают попытку покушения на Фарадея, но ему удаётся спастись. Когда «Милитех» отказывает ему в поддержке из-за отсутствия восстановленных данных о проектируемом «Арасакой» кибер-скелете, Фарадей вместо этого связывается с «Арасакой». Корпорация обещает простить Фарадею смерть Танаки в обмен на выслеживание нетраннера, ответственного за похищение данных Танаки и убийство их агентов. Между тем Дэвид продолжает страдать от киберпсихоза и факта убийства невинной лаборантки, напомнившей ему о его матери. Док советует Дэвиду реже пользоваться имплантатами, после чего Дэвид нападает на него, портя их отношения. Дэвид вновь пытается вернуть Люси в банду, однако она заявляет, что есть вещи, о которых она волнуется в первую очередь, и Дэвид воспринимает это как предложение расстаться. Затем Люси выслеживает очередного агента «Арасаки», ищущего данные Танаки, и собирается убить его, но попадает в ловушку, установленную Фарадеем и Киви. |                                          |                  |                                                                                                  |                  |
| 9 | «Человечество» «Humanity»                | Акира Фурукава   | Сюжет : Бартош Штыбор, Ян Барткович и Лукаш Лудковский Телесценарий : Масахико Оцука             | 13 сентября 2022 |
| После допроса Люси Фарадей и Киви обнаруживают, что Люси активно скрывала данные Танаки о Дэвиде как потенциальном подопытном для кибер-скелета и была ответственна за смерть Танаки, чтобы обеспечить его молчание. Понимая это, Фарадей планирует предложить Люси и Дэвида «Арасаке», чтобы закрепить свое положение в компании. Фарадей поручает Дэвиду напасть на конвой «Арасаки», чтобы осуществить это. Дэвид заручается поддержкой Киви, Ребекки и Фалько, и им удается захватить основной груз конвоя, которым оказывается кибер-скелет. Затем прибывает отряд «Милитеха», благодаря наводке Фарадея, который намеревается заставить Дэвида установить кибер-скелет и использовать его для уничтожения отряда «Милитеха» в качестве демонстрации его силы. Киви убегает, когда Фарадей выдает себя за Люси, чтобы обманом заставить его установить кибер-скелет. Люси удается ненадолго сбежать и предупреждает Дэвида о двуличности Фарадея, прежде чем ее снова поймают. Возмущенный, Дэвид использует кибер-скелет, чтобы уничтожить силы «Милитеха», несмотря на огромные потери для его тела. Затем он говорит Ребекке и Фалько, что они спасут Люси и отомстят Фарадею. |                                          |                  |                                                                                                  |                  |
| 10 | «Моя луна, мой мужчина» «My Moon My Man» | Кодай Накано     | Сюжет : Бартош Штыбор, Ян Барткович и Лукаш Лудковский Телесценарий : Масахико Оцука             | 13 сентября 2022 |
| Дэвид пробивается через силы «Милитеха», «Арасаки» и «Макс-така», когда он, Ребекка и Фалько направляются к башне «Арасаки». Тем временем состояние Дэвида продолжает ухудшаться, так как у него заканчиваются иммунодепрессанты. Между тем, Киви сомневается в работе с Фарадеем и решает разорвать с ним отношения, поэтому он убивает ее. Перед смертью Киви сообщает Дэвиду и остальным о местонахождении Фарадея и Люси. Дэвид атакует башню, убивая охранников «Арасаки», спасая Люси и выводя Фарадея из строя. Понимая, что ситуация вышла из-под контроля, «Арасака» использует легендарного киборга Адама Смэшера, чтобы остановить Дэвида. Во время боя Фарадей разбивается насмерть, а Ребекка раздавлена Адамом Смэшером. Дэвид поручает Фалько доставить Люси в безопасное место, пока он остаётся, чтобы сдержать Адама Смашера. Несмотря на наличие кибер-скелета, Дэвид не может сравниться с более опытным Адамом Смэшером, но он умирает, довольный тем, что Люси в безопасности и ни о чем не жалеет. Некоторое время спустя Люси исполняет свою мечту о путешествии на Луну, но расстроена тем, что Дэвида нет рядом с ней. |                                          |                  |                                                                                                  |                  |

## Реакция

### Отзывы критиков
На сайте-агрегаторе рецензий Rotten Tomatoes первый сезон сериала имеет рейтинг 100 % со средней оценкой 8,8/10, основанный на 16 отзывах критиков. Консенсус гласит: «Загружая в Найт-Сити безумный экшен и внушающие трепет визуальные находки, „Бегущие по краю“ представляет собой исключительно стильную адаптацию мира „Киберпанка“». Журнал Paste поставил 8,5 баллов из 10 возможных, а сайт IGN дал ещё более высокую оценку — 9 из 10 баллов.
Видеоигровой режиссёр Хидэо Кодзима похвалил сериал, назвав его «чудом, посылающим сигнал миру» и сравнив в положительном ключе рисовку и дизайн мира с OVA-сериалом «Кибергород Эдо» (1990).
Майкл Пондсмит, создатель оригинальной ролевой игры Cyberpunk 2020, также похвалил шоу, написав, что «будто бы увидел свой мозг в аниме на большом экране».
После выхода сериала существенно вырос спрос на игру Cyberpunk 2077, в Steam её скачало больше пользователей, чем при запуске, вследствие чего к концу сентября проект стал «самой популярной однопользовательской игрой в Steam». Также выросли продажи Cyberpunk 2077, что сделало её самой продаваемой игрой на ПК в последнюю неделю сентября 2022 года.
«Мир фантастики» включил «Киберпанк: Бегущие по краю» в список лучших аниме-сериалов 2022 года.

### Награды
| Год  | Награда                  | Категория        | Результат | П.     |
| ---- | ------------------------ | ---------------- | --------- | ------ |
| 2022 | The Game Awards 2022     | Лучшая адаптация | Номинация | [ 30 ] |
| 2023 | Crunchyroll Anime Awards | Аниме года       | Победа    | [ 31 ] |
| 2023 | Japan Expo               | Лучшее аниме     | Победа    | [ 32 ] |

## Будущее
Спустя месяц после выхода менеджер японского сообщества CDPR Сатору Хомма пояснил, что «Cyberpunk: Edgerunners изначально задумывалось как самостоятельная история». Поэтому нельзя с уверенностью сказать, что будет выпущен второй сезон. Тем не менее Хомма выразил желание продолжать работать со студиями для производства большего количества аниме в будущем. В 2023 году финансовый директор CDPR Пётр Нелюбович ответил на вопрос о втором сезоне так: в компании ничего не анонсировали, и сотрудники не могут это комментировать, хотя они заняты другими проектами, помимо компьютерных игр. Есть намерения сделать больше в области анимации, но такие вещи повторялись уже много раз. Руководитель Адам Кичиньский только рассмеялся. В 2024 году генеральный директор Михал Новаковский заявил о планах увеличить количество анимационных выпусков во вселенной Cyberpunk, но без подробностей. 4 июля 2025 года на Anime Expo был анонсирован Cyberpunk: Edgerunners 2, в который войдут 10 серий. Проект расскажет новую историю о других персонажах в той же вселенной. Режиссёром является Кай Икараси, сценаристом — Масахико Оцука, дизайнером персонажей — Канно Итиго, шоураннером и продюсером — Бартош Штыбор.